# 장간회
장간회(張簡會, Zhang Jianhui, 생몰년 미상)는 중국 당나라 후기 의종 때의 무장이다. 노룡군 절도사(盧龍軍節度使. 본거지는 현 허베이성 베이징 시) 장윤신의 아들로, 872년에 아버지가 사망한 후, 유후(留後)로서 당시 조정으로부터 사실상 독립 상태나 다름없었던 노룡군 번진을 일시적으로 지배하였다. 유후로 재직 중에 사임하였기 때문에, 조정으로부터 절도사의 자리에 정식으로 임명되지는 못하였다.

## 생애
장간회의 출생 연도에 관해서는 알려져 있지 않다. 장윤신에게는 14명의 아들들이 있었는데, 장간회는 그 중의 한 사람이었다. 그 외에도 나머지 13명의 아들들 중에서는 오직 유주좌사마(幽州左司馬) 장간진(張簡眞)과 우령군위대장군(右領軍衛大將軍) 장간수(張簡壽)의 이름만이 사서(史書)에 전해지는데, 그 중 장간진은 장윤신의 생전에 아버지보다 먼저 사망하였다. (정확한 사망 연도는 불명)
872년, 장윤신은 중풍을 앓고 있었는데, 조정에 장간회가 군정을 돌볼 수 있도록 그에게 전권을 위임해 줄 것을 청구하였다. 당 의종은 이를 받아들여 장간회를 유후(留後)로 임명하였다. 오래지 않아, 장윤신은 곧 사망하였다. 그의 사후, 그 부장 중의 한 사람인 평주자사(平州刺史. 현 허베이성 친황다오 시) 장공소가 장윤신의 장례식에 참석하기 위해 평주에서 군대를 이끌고 왔다. 장공소는 평소 위엄과 명망이 있어서 유주(노룡군 번진의 본거지)의 사병들은 모두 장공소를 존경하고 있었고, 또한 그에게 복종하고 있었다. 이 때문에 장간회는 자신의 처지를 불안하게 여겼고, 도저히 자신의 능력으로는 장공소를 통제할 수가 없다는 것을 깨달았다. 그는 결국 그 해 3월에 장안으로 도주하였고, 조정으로부터 제위장군(諸衛將軍)에 임명되었다.
장간회의 형제들도 대다수가 조정에 출사하여 대장군(大將軍) 등의 친위군 대장 및 다른 지방(주)의 자사(刺史)・군좌(郡佐. 주의 속관(屬官), 보좌관) 등의 지방 관리 등을 역임하였다.이후 장간회의 나머지 경력과 여생, 그리고 사망 연도에 관해서는 알려져 있지 않다.

## 참고 자료
- 《구당서》, 권 180 - 열전(列傳) 제130
- 《신당서》, 권 212 - 열전 제212 번진노룡(藩鎭盧龍)
- 《자치통감》, 권 252・256